# Pentastelma auritum
Pentastelma auritum är en oleanderväxtart som beskrevs av Y. Tsiang och P.T. Li. Pentastelma auritum ingår i släktet Pentastelma och familjen oleanderväxter. Inga underarter finns listade i Catalogue of Life.